# Сидорова, Марина Григорьевна
Мари́на Григо́рьевна Си́дорова (род. 16 января 1950, Ленинград), в девичестве Ники́форова — советская легкоатлетка, специалистка по спринтерскому бегу. Выступала за сборную СССР по лёгкой атлетике в 1966—1980 годах, обладательница бронзовой медали чемпионата Европы, двукратная чемпионка Европы в помещении, многократная победительница и призёрка первенств всесоюзного значения, рекордсменка страны, участница летних Олимпийских игр в Мюнхене. Представляла Ленинград. Мастер спорта СССР международного класса.

## Биография
Марина Никифорова родилась 16 января 1950 года в Ленинграде. Дочь заслуженных тренеров по лёгкой атлетике Григория Исаевича Никифорова и Валентины Ивановны Никифоровой (Красиковой).
Начав заниматься бегом, Марина вскоре сменила беговую дорожку вначале на гимнастику, а затем на некоторое время и на плавание. Но в 1965 году Никифорова возвратилась к прежнему тренеру Татьяне Могилянцевой. Проходила подготовку под руководством тренера Д. П. Ионова, позже была подопечной З. Е. Петровой. Состояла в добровольном спортивном обществе «Буревестник». Окончила Государственный институт физической культуры имени П. Ф. Лесгафта по специальности «тренер-преподаватель».
Впервые заявила о себе в лёгкой атлетике на международном уровне в сезоне 1966 года, выиграв бронзовую медаль в эстафете 4 × 100 метров на Европейских юниорских легкоатлетических играх в Одессе. Два года спустя на аналогичных соревнованиях в Лейпциге победила в той же дисциплине.
В 1969 году на чемпионате СССР в Киеве стала второй в беге на 200 метров с барьерами.
На чемпионате СССР 1970 года в Минске победила в беге на 200 метров с барьерами и в эстафете 4 × 100 метров.
В 1971 году на зимнем чемпионате СССР в Москве выиграла серебряную медаль на дистанции 200 метров, тогда как на последовавшем чемпионате Европы в помещении в Софии победила в эстафете 4 × 200 метров. На чемпионате страны в рамках V летней Спартакиады народов СССР в Москве стала серебряной призёркой в эстафете 4 × 100 метров, позже в той же дисциплине взяла бронзу на чемпионате Европы в Хельсинки.
На зимнем чемпионате СССР 1972 года в Москве была второй в беге на 60 метров, при этом на летнем чемпионате СССР в Москве показала второй результат в беге на 200 метров и в эстафете 4 × 100 метров. По итогам чемпионата удостоилась права защищать честь страны на Олимпийских играх в Мюнхене — на двухсотметровой дистанции дошла до стадии полуфиналов, в то время как в эстафете 4 × 100 метров вместе со своими соотечественницами Галиной Бухариной, Людмилой Жарковой и Надеждой Бесфамильной стала в главном финале пятой.
В 1973 году на чемпионате СССР в Москве одержала победу в беге на 200 метров и взяла бронзу в эстафете 4 × 100 метров. На Кубке Европы в Эдинбурге выиграла бронзовую и серебряную медали на дистанциях 100 и 200 метров соответственно. Будучи студенткой, представляла страну на Универсиаде в Москве, где стала серебряной призёркой в дисциплине 200 метров.
На чемпионате СССР 1974 года в Москве была лучшей в беге на 100 и 200 метров, тогда как в эстафете 4 × 100 метров получила серебро. На чемпионате Европы в Риме на двухсотметровой дистанции дошла до полуфинала.
В 1976 году на чемпионате СССР в Киеве взяла бронзу в беге на 200 метров.
На зимнем чемпионате СССР 1977 года в Минске была третьей в беге на 60 метров и выиграла бег на 400 метров, на летнем чемпионате СССР в Москве победила в дисциплинах 200 и 400 метров, была второй в эстафете 4 × 100 метров. На Кубке Европы в Хельсинки стала второй в беге на 400 метров и в эстафете 4 × 100 метров. На Кубке мира в Дюссельдорфе заняла третье место на дистанции 400 метров, а также в эстафетах 4 × 100 и 4 × 400 метров. Кроме того, в этом сезоне выиграла серебряную медаль в беге на 200 метров на Универсиаде в Софии.
В 1978 году на зимнем чемпионате СССР в Москве вновь была лучшей в беге на 400 метров. На последовавшем чемпионате Европы в помещении в Милане так же одержала победу в этой дисциплине. На летнем чемпионате СССР в Тбилиси победила в эстафете 4 × 200 метров.
В 1979 году на VII летней Спартакиаде народов СССР в Москве финишировала третьей в беге на 200 метров. Принимала участие в Кубке мира в Монреале, где в программе эстафеты 4 × 100 метров показала третий результат.

## Результаты
- в скобках указан возраст

| Год       | 100 м | 200 м | 200 м с/б |
| --------- | ----- | ----- | --------- |
| 1965 (15) | 12,2  | 27,8  | —         |
| 1966 (16) | 11,9  | 24,4  | —         |
| 1967 (17) | 11,7  | 24,2  | —         |
| 1968 (18) | 11,7  | 24,3  | 27,3      |
| 1969 (19) | 11,7  | 24,2  | 26,9      |
| 1970 (20) | 11,7  | 23,8  | 26,6 NR*  |

### Соревнования
квалификация
| Год  | Соревнования | Город  | Дистанция      | Дата        | Результат | Место           | Видео/Фото/ Кинограмма |
| ---- | ------------ | ------ | -------------- | ----------- | --------- | --------------- | ---------------------- |
| 1973 | Универсиада  | Москва | 200 метров     | 18 августа  | 23,5 Q    | 1 (забег 5)     |                        |
| 1973 | Универсиада  | Москва | 200 метров     | 19 августа  | 23,01 Q   | 1 (полуфинал 1) |                        |
| 1973 | Универсиада  | Москва | 200 метров     | 20 августа  | 22,72 NR* | II              |                        |
| 1973 | Универсиада  | Москва | 4 × 100 метров | 19 августа  | 43,86 Q   | 1 (забег 2)     |                        |
| 1973 | Универсиада  | Москва | 4 × 100 метров | 20 августа  | 43,99     | II              |                        |
| 1975 | Универсиада  | Рим    | 100 метров     | 18 сентября | 12,10 NQ  | 10 (забег 1)    |                        |
| 1975 | Универсиада  | Рим    | 4 × 100 метров | 21 сентября | 44,77     | I               |                        |
| 1977 | Универсиада  | София  | 200 метров     | 21 августа  | 23,70 Q   | 2 (забег 2)     |                        |
| 1977 | Универсиада  | София  | 200 метров     | 22 августа  | 23,15 Q   | 2 (полуфинал 1) |                        |
| 1977 | Универсиада  | София  | 200 метров     | 22 августа  | 23,09     | II              |                        |

| Год  | Соревнование | Город   | Дистанция      | Дата          | Результат | Место | Видео/Фото/ Кинограмма |
| ---- | ------------ | ------- | -------------- | ------------- | --------- | ----- | ---------------------- |
| 1969 | Кубок        | Нальчик | 100 метров     | 10—12 октября | 11,7      | 1     |                        |
| 1969 | Кубок        | Нальчик | 200 метров     | 10—12 октября | 27,2      | 1     |                        |
| 1969 | Кубок        | Нальчик | 4 × 100 метров | 10—12 октября | 47,4      | 1     |                        |

### Комментарии
1. 1 2 3  Состав команды СССР: Татьяна Черникова; Людмила Жаркова; Марина Сидорова; Надежда Бесфамильная
2. 1 2  Состав команды СССР: Инта Климовича; Татьяна Анисимова; Марина Сидорова; Людмила Жаркова